# Daniel Ngom Kome
Daniel Armand NGom Kome, kamerunski nogometaš, * 19. maj 1980, Bangou, Kamerun.
Sodeloval je na nogometnemu delu poletnih olimpijskih iger leta 2000.